# Білдунг
Більдунг (нім. ˈbɪldʊŋ — освіта, формування) відноситься до німецької традиції само-культивування (пов'язана з німецькими: створення, образ, форма), у якій філософія та освіта пов'язані таким способом, який відсилає до процесів як особистого, так і культурного дозрівання. Це дозрівання описується як гармонізація розуму та серця особистості та об'єднання самості та ідентичності всередині ширшого суспільства, про що свідчить літературна традиція роману виховання (літературного жанру, який зосереджується на психологічному та моральному зростанні головного героя від юнацького до дорослого віку, в якому важливою є зміна характеру).
У цьому сенсі процес гармонізації розуму, серця, самосвідомості та ідентичності досягається шляхом особистої трансформації, яка пред'являє виклик прийнятим переконанням людини. У працях Гегеля виклик особистісного зростання часто передбачає болісне відчуження від «природної свідомості» людини, що веде до возз'єднання та розвитку самості. Аналогічно, хоча соціальна єдність вимагає добре сформованих інституцій, вона також вимагає різноманіття людей зі свободою (у позитивному сенсі цього слова) розвивати найрізноманітніші таланти та здібності, а це вимагає особистої суб'єктності. Однак, замість стану завершеності, як індивідуальне, так і соціальне об'єднання є процесом зумовленим постійними суперечностями.
У цьому сенсі освіта передбачає формування людини з урахуванням її власної гуманності, а також її вроджених інтелектуальних навичок. Отже, цей термін стосується процесу становлення людини.

## Інші визначення
Є тексти, в яких даються визначення терміна Більдунг